# グレイズ・アスレティックFC
グレイズ・アスレティック・フットボール・クラブ（Grays Athletic Football Club）は、イングランド、エセックス州グレイズを本拠地とするサッカークラブである。2021-2022シーズンはイスミアンリーグ・ノースディヴィジョン（8部相当）に所属。

## タイトル

### 国内タイトル
- カンファレンス・サウス:1回

2004-2005
- イスミアンリーグ・ディヴィジョン1・ノース:1回

2012-2013
- イスミアンリーグ・ディヴィジョン2・サウス:1回

1984-1985
- ロンドンリーグ:3回

1921-1922,1926-1927,1929-1930
- コリンシアンリーグ:1回

1946-1947
- FAトロフィー:2回

2004-2005,2005-2006
- イスミアンリーグ・カップ:1回

1991-1992
- エセックス・シニアカップ:8回

1914-1915,1920-1921,1922-1923,1944-1945,1956-1957,1987-1988,1993-1994,1994-1995
- エセックス・シニアトロフィー:1

1998

### 国際タイトル
- なし

## 歴代所属選手
GK
- デイビッド・バットン 2008

MF
- スチュワート・サーグッド 2004-2008, 2008-2009, 2011, 2016

FW
- マイケル・カイトリー 2005-2007
- ジェイミー・スラッバー 2005-2007, 2008-2009, 2009, 2017-2018